# Aspidistra locii
Aspidistra locii är en sparrisväxtart som beskrevs av Arnautov och Josef Bogner. Aspidistra locii ingår i släktet Aspidistra och familjen sparrisväxter. Inga underarter finns listade i Catalogue of Life.